# خوان سباستيان سفورزا
خوان سباستيان سفورزا (بالإسبانية: Juan Sforza)‏ هو لاعب كرة قدم أرجنتيني في مركز الوسط، ولد في 14 فبراير 2002 في روساريو في الأرجنتين.

## وصلات خارجية
- خوان سباستيان سفورزا على موقع إي إس بي إن إف سي (الإنجليزية)
- خوان سباستيان سفورزا على موقع قاعدة بيانات كرة القدم.إي يو (الإنجليزية)
- خوان سباستيان سفورزا على موقع Soccerway.com (الإنجليزية)